# Kapecitabin
Kapecitabin je peroralno uporaben citostatik, ki se rabi v terapiji raka na dojki in raka na debelem črevesu, ki že razsevata. Gre za predzdravilo; kapecitabin se v organizmu na mestu delovanja (v tumorju) encimsko presnovi do fluorouracila. Aktivna oblika, torej fluorouracil, zavira sintezo DNK in upočasni rast tumorja ter tudi ubija rakave celice. Aktivacija poteka v treh encimskih stopnjah; najprej nastane 5'-deoksi-5-fluorocitidin (5'-DFCR), nato 5'-deoksi-5-fluorouridin (5'-DFUR) in na koncu aktivni 5-fluorouracil. Na tržišču je pod zaščitenim imenom Xeloda podjetja Roche.
Namen oblikovanja predzdravila v primeru fluorouracila je ustrezna absorpcija iz prebavil in zatorej možnost peroralne uporabe. Sam fluorouracil se namreč daje intravensko.

## Indikacije
- pomožna terapija pri raku debelega črevesa v tretjem stadiju
- metastaziran rak debelega črevesa
- metastaziran rak na dojki

Zdravilo ima dovoljenje za promet v ZDA in v VB.

## Neželeni učinki
Poglavitni potencialni neželeni učinki vključujejo:
- srčnožilni sistem: spremembe v EKG-ju, miokardni infarkt, angina pektoris (zlasti pri bolnikih z že prisotno koronarno arterijsko boleznijo)
- koža: »sindrom dlani in podplatov« (odrevenelost, srbež, bolečina, pordelost, nastajanje mehurjev na dlaneh in podplatih)
- prebavila: driska (tudi huda), slabost, stomatitis (vnetje želodca)
- kri: nevtropenija, slabokrvnost, trombocitopenija
- jetra: hiperbilirubinemija